# ضغط التروية الدماغية
ضغط التروية الدماغية (CPP) هو صافي مدروج الضغط الذي يُسبب جريان الدم في الدماغ (تروية الدماغ).  لا بد أن يظل هذا الضغط في حدود معقولة لأن الضغط إذا كان منخفضًا للغاية فقد يجعل النسيج إقفاري (جريان الدم غير كافٍ)، وإذا زاد عن حده فقد يرفع الضغط داخل القِحْف (ICP).

## التعريفات

### من المقاومة
يمكن تعريف ضغط التروية الدماغية بأنه مدروج الضغط المسبب لـجريان الدم في الدماغ (CBF) على النحو التالي
{\displaystyle CBF=CPP/CVR}
حيث إن:
CVR هو المقاومة الدماغية الوعائية

### حسب الضغط داخل القِحْف
هناك تعريف آخر لضغط التروية الدماغية وهو أن:
{\displaystyle CPP=MAP-ICP}
حيث إن: 
MAP هو الضغط الشرياني الوسطي
ICP هوالضغط داخل القِحْف
وهذا التعريف قد يكون هو الأنسب بالنظر إلى جهاز الدوران في الدماغ على أنه مقاومة ستارلينغ، حيث يتسبب الضغط الخارجي (أي الضغط داخل القحف في هذا المثال) في إنقاص جريان الدم في الأوعية. وفي هذا الإطار، يمكن تحديد الأمر أكثر وتعريف ضغط التروية الدماغية بأحد تعريفين:
{\displaystyle CPP=MAP-ICP} (إذا كان ICPأكبر من JVP)
أو
{\displaystyle CPP=MAP-JVP} (إذا كان JVP أكبر من ICP).
حيث أن
JVP هو ضغط الوريد الوداجي
ومن الناحية الفسيولوجية، تتسبب زيادة الضغط داخل القحف في انخفاض التروية الدموية لـخلايا الدماغ بآليتين رئيستين هما:
- زيادة الضغط داخل القحف تؤدي إلى حدوث زيادة في الضغط الهيدروستاتيكي الخلالي وهذا بدوره يؤدي إلى انخفاض القوة الدافعة للترشيح الشعيري من الأوعية الدموية داخل المخ.
- تؤدي زيادة الضغط داخل القحف إلى الضغط على الشرايين الدماغية، مما يتسبب في زيادة المقاومة الدماغية الوعائية.

## التنظيم الذاتي
التنظيم الذاتي الاستاتيكي: في الظروف العادية (متوسط الضغط الشرياني من 60 إلى 150 ملي متر زئبق والضغط داخل القحف نحو 10 ملي متر زئبق) يظل متوسط جريان الدم في الدماغ (أي متوسط ما سجل على مدار 5 دقائق أو 5 ساعات) ثابتًا تقريبًا وهذا يرجع إلى التنظيم الذاتي الوقائي.
ومع ذلك، يفيد 'منحنى التنظيم الذاتي' المعهود الذي أعده لاسين (Lassen) وآخرون بأن جريان الدم في الدماغ مستقر تمامًا بين هذه القيم لضغط الدم (أحيانًا يطلق عليها حدود التنظيم الذاتي)، إلا أنه في حقيقة الأمر قد يختلف جريان الدم في الدماغ بنسبة تصل إلى 10% تحتمل الزيادة أو النقصان عن المتوسط ولا تزيد النسبة عن ذلك.
وإذا خرج الضغط عن حدود التنظيم الذاتي، فإن ارتفاع متوسط الضغط الشرياني يرفع من ضغط التروية الدماغية وزيادة الضغط داخل القِحْف يقلل من ضغط التروية الدماغية (وهذا هو أحد الأسباب التي تجعل زيادة الضغط داخل القِحْف في الإصابات الدماغية الرضحية من أسباب الوفاة).  يكون ضغط التروية الدماغية في الحالات الطبيعية من 70 إلى 90 ملي متر زئبق في البالغين، ولا يمكن أن تقل عن 70 ملي متر زئبق لمدة متواصلة إلا وتسبب تلف دماغ اقفاري،
إلا أن بعض الجهات ترى في معدل 50 إلى 150 &nbsp؛ ملي متر زئبق معدلاً طبيعيًا للبالغين.
يحتاج الأطفال إلى ضغط لا يقل عن 60 ملي متر زئبق.
وفي معدل التنظيم الذاتي، إذا هبط ضغط التروية الدماغية، لثوانٍ معدودة، فإن أوعية المقاومة الدماغية تتسع وتهبط المقاومة الدماغية الوعائية ويرتفع حجم الدم في المخ (CBV)، ولذا فإن جريان الدم في الدماغ يعود إلى القيمة القاعدية في ثواني قليلة (ارجع إلى آسليد (Aaslid) ولندجارد (Lindegaard) وسرتبيرج (Sorteberg) ونورنيس (Nornes) 1989: http://stroke.ahajournals.org/cgi/reprint/20/1/45.pdf). ويعرف هذا التلاؤم مع التغيرات السريعة في ضغط الدم (بخلاف التغيرات التي تحدث على مدار ساعات أو أيام) باسم التنظيم الذاتي المخي الديناميكي.